# Krzysztof Domżalski
Krzysztof Domżalski (ur. 12 marca 1960, zm. 10 stycznia 2024) – generał brygady Wojska Polskiego.

## Życiorys
W 1983 ukończył Wyższą Szkołę Oficerską Wojsk Rakietowych i Artylerii w Toruniu. W latach 1983–1985 pełnił służbę w 98 dywizjonie artylerii przeciwpancernej w Kołobrzegu na stanowisku dowódcy plutonu i instruktora politycznego. W 1985 został wyznaczony na stanowisko zastępcy dowódcy dywizjonu artylerii haubic 28 Sudeckiego pułku zmechanizowanego do spraw politycznych. W 1990 ukończył studia na Wydziale Pedagogicznym Wojskowej Akademii Politycznej. W latach 1995–2000 pełnił służbę w Zarządzie Organizacyjnym Sztabu Generalnego WP. W latach 2007–2012 zastępca szefa, a od 2012 szef Zarządu Organizacji i Uzupełnień Sztabu Generalnego WP. 9 sierpnia 2011 Prezydent RP Bronisław Komorowski mianował go na stopień generała brygady. Pochowany na cmentarzu Powązki Wojskowe w Warszawie (kwatera LII-6-4).

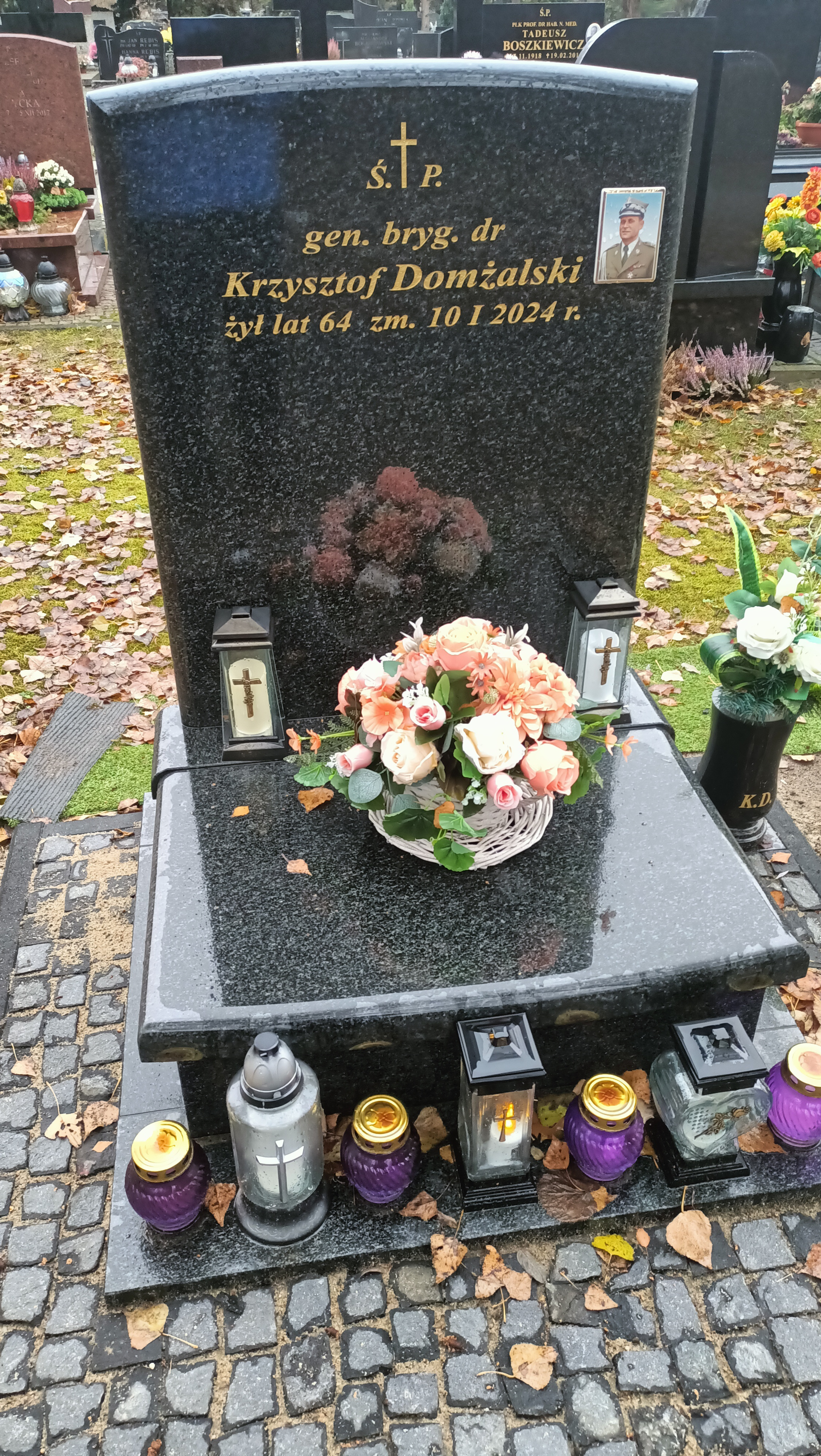
Grób Krzysztofa Domżalskiego na Cmentarzu Wojskowym na Powązkach

## Odznaczenia
- Wojskowy Krzyż Zasługi[6] (2011)
- Srebrny Krzyż Zasługi[7] (2003)
- Srebrny Medal „Siły Zbrojne w Służbie Ojczyzny”
- Złoty Medal „Za zasługi dla obronności kraju”